# Beenakia dacostae
Beenakia dacostae är en svampart som beskrevs av D.A. Reid 1956. Beenakia dacostae ingår i släktet Beenakia och familjen Clavariadelphaceae.   Inga underarter finns listade i Catalogue of Life.